# Marina Morozova
Marina Morozova (n. 16 iunie 1981) este o economistă și manager din Republica Moldova, deputat în legislatura 2021-2025 a Parlamentului Republicii Moldova, reprezentantă a Partidului Acțiune și Solidaritate (PAS).

## Biografie
Morozova deține o diplomă de licență în pedagogie și două diplome de master: în administrarea afacerilor și în științe politice.
A început să lucreze în 2006 la Camera de Comerț Moldo-Belgiană ca manager de proiecte. Ulterior, a fost manager de marketing la o companie privată. În 2011-2015, a fost inspectoare superioară în postul vamal de la Aeroportul Internațional Chișinău, iar din 2016 până în 2021 manager general al unei companii.

### Activitate politică
Face parte din PAS din 2016. A candidat cu numărul 35 pe lista Partidului Acțiune și Solidaritate la alegerile parlamentare din 2021 și a acces în parlament.